# Soufiane Bouchikhi
Pour les articles homonymes, voir Bouchikhi.
Soufiane Bouchikhi, né le 22 mars 1990 à Saint-Nicolas-Waes, est un athlète belge. Il est le frère de Lahsene Bouchikhi.

## Carrière
Soufiane Bouchikhi remporte la médaille d'argent individuelle en catégorie espoirs aux Championnats d'Europe de cross-country 2012 à Budapest.
Il est médaillé d'argent par équipes aux Championnats d'Europe de cross-country 2019 à Lisbonne.